# Динда, Мюллер
Мюллер Динда Камбамбела (англ. Muller Dinda Kambambela; 22 сентября 1995, Моанда, Габон) — габонский футболист, защитник клуба «Мангаспорт». Выступал в национальной сборной Габона. Участник летних Олимпийских игр 2012 года.

## Биография
Мюллер Динда родился 22 сентября 1995 года в габонском городе Моанда.

### Клубная карьера
Начал профессиональную карьеру в клубе чемпионата Габона — «ЮСМ Либревиль». С 2012 года по 2014 год выступал за команду «Миссиль». С 2015 года является игроком клуба «Мангаспорт», где выступает под 8 номером.

### Карьера в сборной
В ноябре — декабре 2011 года участвовал в чемпионате Африки среди молодёжных команд (до 23-х лет), который проходил в Марокко. Габон стал победителем турнира, обыграв в финале хозяев марокканцев со счётом (2:1) и получил путёвку на Олимпийские игры 2012.
В августе 2012 году главный тренер олимпийской сборной Габона Клод Мбуруно вызвал Мюллера на летние Олимпийские игры в Лондоне. В команде он получил 2 номер. В своей группе габонцы заняли третье место, уступив Мексики и Республики Корея, обогнав при этом Швейцарию. Динда сыграл во всех трёх играх.
В составе национальной сборной Габона дебютировал 10 января 2013 года в товарищеском матче против Туниса (1:1). Затем провёл ещё три товарищеские игры в составе команды, против Ливана (0:0) и две против Руанды, которые закончились поражением (0:1).